# Денежный переулок
Де́нежный переу́лок (в 1933—1993 годах — у́лица Веснина́) — улица в центре Москвы, один из Арбатских переулков. Расположен в районах Хамовники и Арбат между Большим Лёвшинским переулком и Арбатом. Проходит параллельно Смоленскому бульвару, непосредственно за комплексом зданий МИД России. 
В переулке расположены посольства Италии, Чили и Габона.

## Происхождение названия
Название возникло по существовавшей здесь слободе денежных мастеров Государева Монетного двора (гравёры и чеканщики монет). 
В XVIII веке переулок назывался Покровским по церкви Покрова (переименован ввиду множества таких улиц и переулков в городе). 
К концу века укрепилось название Денежная улица, позже Ермолов переулок, Плещеев переулок (по домовладельцам) и Покровский переулок — по церкви Покрова в Лёвшине (документально известна с 1673 года, разобрана в 1930 году).
В советское время, в 1933—1993 гг. — улица Веснина, в память об архитекторе Л. А. Веснине (1880—1933), жившем в этом переулке. На его доме установлена мемориальная доска.

## Описание

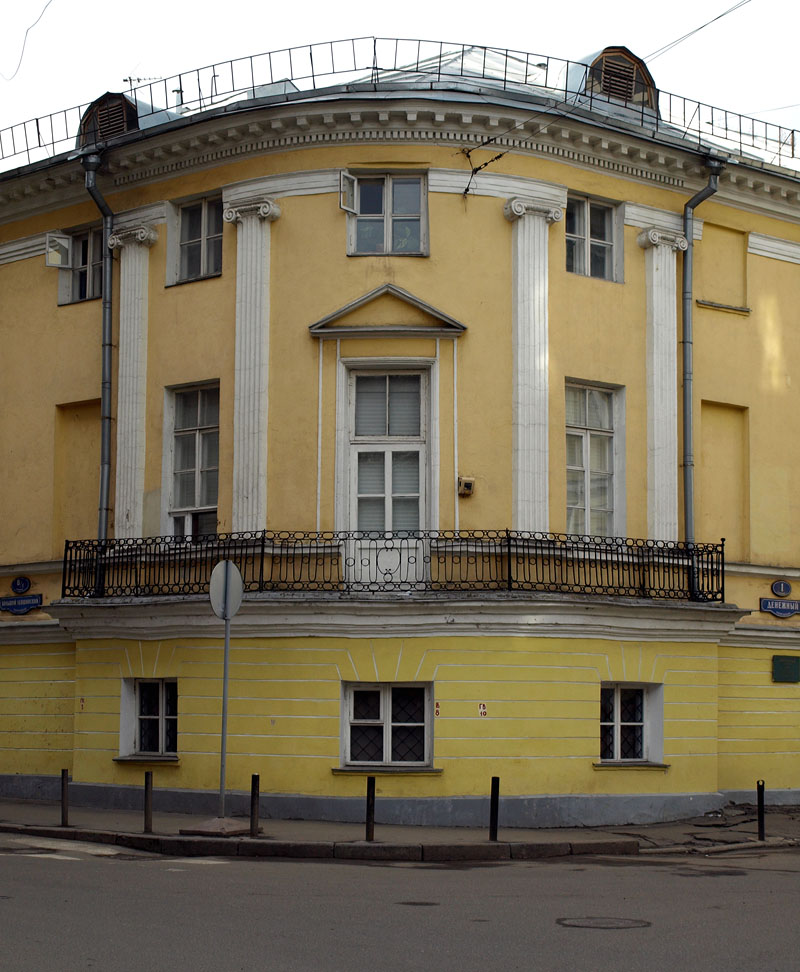
Денежный переулок, 1. Угол Денежного (справа) и Большого Лёвшинского.

Денежный переулок начинается от Большого Лёвшинского как продолжение Малого Лёвшинского (в XIX веке последний был частью Денежного переулка, который начинался непосредственно от Пречистенки) и проходит на север параллельно Садовому кольцу. Пересекает Глазовский переулок, справа к нему примыкает Сивцев Вражек, далее выходит на Арбат напротив Троилинского переулка. Нумерация домов начинается со стороны Большого Лёвшинского переулка.

## Примечательные здания и сооружения
По нечётной стороне:

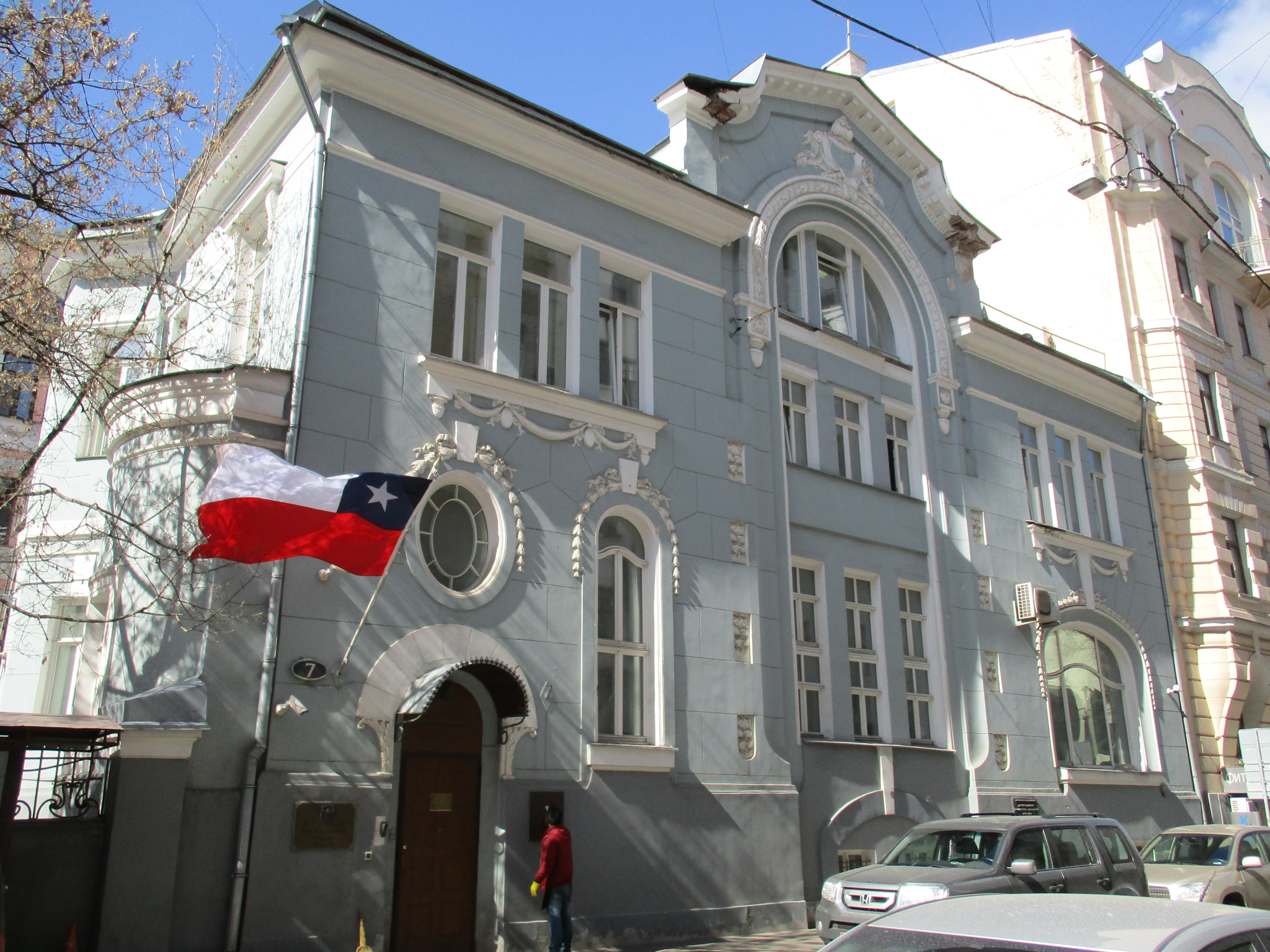
Дом № 7, особняк Бройдо, посольство Чили

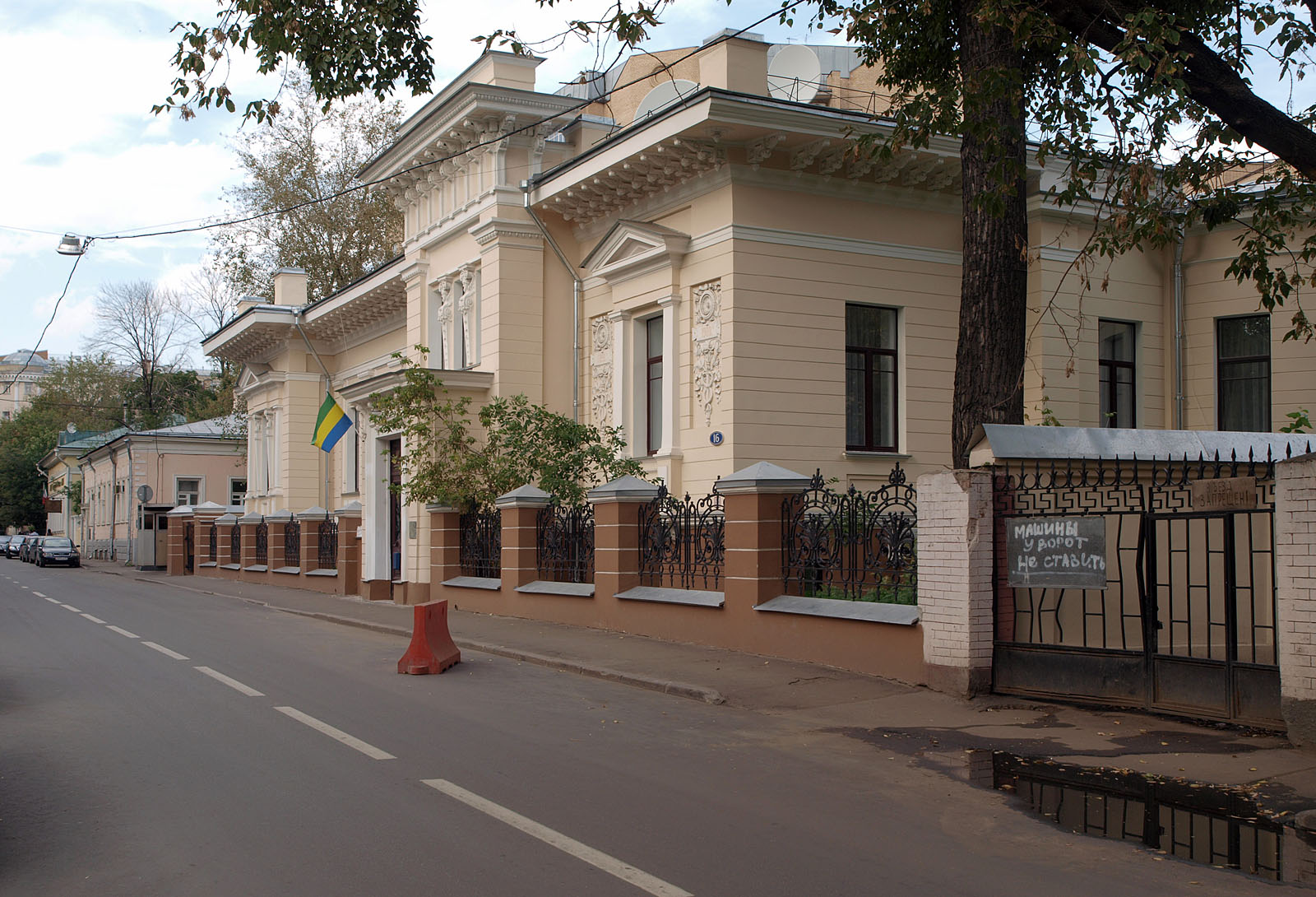
Дом № 16, Посольство Габона.

- № 1 — дом дворцового ведомства (нач. XIX в.)[2], сейчас — издательство «А-Ба-Ба-Га-Ла-Ма-Га»;
- № 3, стр. 1, 2, 3, 5  7730486000 — городская усадьба XVIII—XIX вв. Лодыженских — Загряжских — Рукавишниковых (кон. XVIII—нач. XX вв., архитектор В. П. Дриттенпрейс), выявленный объект культурного наследия[3];
  - № 3, стр. 2 — жилой флигель (кон. XVIII в., 1830-е гг., вт. пол. XIX в.)[3], сейчас — Стройсервис-5;
  - № 3, стр. 3 — флигель (1911)[3];
  - № 3, стр. 5 — флигель (1911, архитектор В. П. Дриттенпрейс)[3];
- № 5, стр. 1-7  771421219500005 — особняк С. П. Берга (1897, архитекторы Ф. К. Мельгрен, П. С. Бойцов, А. В. Флодин, И. А. Гевенов. Над интерьерами работали архитекторы В. Д. Адамович и К. А. Дулин[4]), объект культурного наследия регионального значения[3]. Именно в этом доме в 1918 году Я. Г. Блюмкин убил германского посла В. Мирбаха. В настоящее время здесь размещается посольство Италии;
- № 7, стр. 1  771420294410005 — особняк и доходный дом Г. Е. и А. Г. Бройдо — В. Я. Бурдакова (1910—1912, архитектор А. Н. Зелигсон), объект культурного наследия регионального значения[3]. В настоящее время — посольство Чили;
- № 7, корп. 2 — доходный дом Г. Е. и А. Г. Бройдо — В. Я. Бурдакова (1910, архитектор А. Н. Зелигсон), объект культурного наследия регионального значения. Здесь в 1921—1930 годах жил и работал композитор Н. Я. Мясковский[3]. Сейчас — Республиканский социальный коммерческий банк (РСКБ);
- № 9/5 — международный общественный фонд «За выживание и развитие человечества»; Мемориальный кабинет Луначарского; В доме жили А. В. Луначарский и Я. Г. Блюмкин[5];
- № 9/6 — Деревянная городская усадьба А. К. Поливанова (начало XIX века), объект культурного наследия федерального значения[2][3], сейчас — ООО «НТЦ Энергосистемы»;
- № 11, стр. 1 — Главный дом городской усадьбы М. С. Грачева — А. В. Толстого (2-я пол. XVIII в. — XIX в., архитектор Н. П. Краснов; 1884, архитектор С. А. Елагин), объект культурного наследия регионального значения[2][3];
- № 13, стр. 1  7730641000 — особняк Н. К. Боля — Карла Гутхейля (нач. XIX в., 1870—1880-е гг., архитектор В. П. Гаврилов), объект культурного наследия регионального значения[3]. Здесь в 1890-х гг. бывал композитор С. В. Рахманинов;
- № 19  7730725000 — особняк И. А. Слонова (перв. пол. XIX в.; изменение фасада и расширение произведено в 1898 году по проекту архитектора Н. Д. Струкова)[2][3];
- № 21 — НИЦ информатики при МИД России;

По чётной стороне:
- № 4 — доходный дом Куликовых (1913—1914, архитектор О. Г. Пиотрович);
- № 8—10 — региональный общественный фонд поддержки и развития отечественной культуры;
- № 12 — Доходный дом М. Журавской (1907, архитектор В. Д. Адамович)[2]. В 1918—1922 годах в доме жил режиссёр Евгений Вахтангов (в 1923 году квартира стала мемориальной)[6]. В настоящее время в здании размещаются представительства субъектов Российской Федерации: Камчатская область, Ульяновская область; частная школа «Пифагор и К»;
- № 14/3 — доходный дом Е. Воробьёва (1912—1913, архитектор А. А. Остроградский)[2];
- № 16/4 — городская усадьба П. А. и Н. П. Павловых («Товарищества мануфактур, основанных И. И. Скворцовым») (1899—1900, архитектор К. В. Трейман; перестроена в 1905 году архитектором С. Д. Кучинским[2][7]), сейчас — посольство Габона;
- № 18  7730723000 — главный дом городской усадьбы Е. Н. Горчаковой — Н. А. Богданова (1817—1833; 1875, архитектор С. И. Архангельский), объект культурного наследия регионального значения[3]. Сейчас — Жилищная гос. инспекция г. Москвы (Мосжилинспекция): Газовая техническая инспекция;
- № 20 — ресторан «Cantinetta Antinori»;
- № 22 — издательско-производственный центр «Русский раритет»;
- № 24, строение 1  7730724000 — особняк, построен в 1823 году для Авдотьи Васьковой (перестроен в 1833, 1893 г., архитектор П. А. Ушаков, 1914 г., архитектор Г. А. Гельрих). В 1890-х годах дом принадлежал дочери историка М. П. Погодина Агриппине Плечко, автору книг о Москве («Москва. Исторический очерк», 1883);
- № 24, во дворе — Особняк и лечебница доктора Ермолина (А. А. Ермолиной) (1914, архитектор Г. А. Гельрих);
- № 24, строение 3 — региональная общественная организация «Семья и здоровье»;
- № 28/44 — доходный дом О. С. Петровской (1912, архитектор Д. М. Челищев). Здесь в коммунальной квартире проживал со своей семьёй архитектор Д. М. Челищев (квартира № 5), квартиру А. Р. Изрядновой (№ 14) в 1920-е годы посещал её бывший супруг (гражданский брак) поэт С. А. Есенин[8].